# Bowring-Vertrag

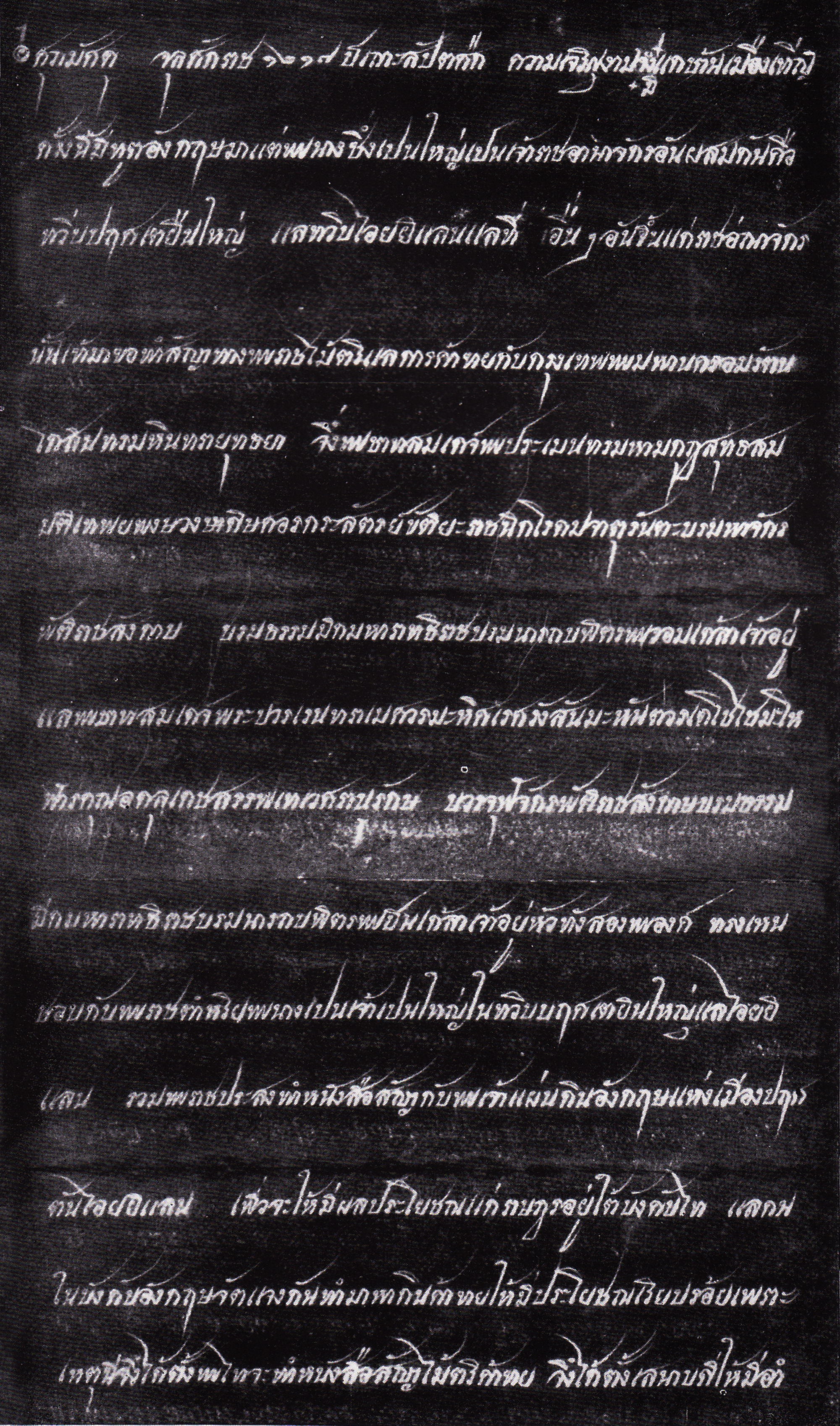
Das Original des Vertrages in Thai wurde zunächst mit weißer Tinte auf schwarzes Khoi-Papier geschrieben. Dies wurde dann dem Britischen Empire übergeben, das es mit dem Great Seal of the Realm besiegelte.

Der Bowring-Vertrag (englisch Bowring Treaty) ist ein Abkommen, welches am 18. April 1855 zwischen dem Vereinigten Königreich und dem Königreich von Siam abgeschlossen wurde und Siam für den Welthandel öffnete. Der Vertrag wurde von Siams König Mongkut (Rama IV.) und dem britischen Diplomaten und Gouverneur von Hongkong Sir John Bowring unterzeichnet.

## Vorgeschichte
Ein früheres Abkommen, der Burney-Vertrag zwischen Siam und dem Vereinigten Königreich wurde schon 1826 unterzeichnet. Das neue Abkommen in Viktorianischer Zeit liberalisierte die Vorschriften für den Handel und verbesserte die Möglichkeiten für Import und Export.
Sir John Bowring forderte, dass mit dem Vertrag die folgenden Beschränkungen aufgehoben werden:
1. Die „abscheuliche Klausel“, welche britische Angelegenheiten in Siam vollständig der siamesischen Gerichtsbarkeit unterstellten.
2. Die Klausel, welche es siamesischen Beamten ermöglichte, britischen Kaufleuten das Bauen, Mieten oder Kaufen von Geschäften und Häusern zu verbieten.
3. Die Klausel, welche Provinzgouverneure ermächtigte, den Handel von britischen Kaufleuten in jeder Örtlichkeit zu verbieten.
4. Die Klausel, durch die der Handel mit Opium verboten wurde.
5. Die Klausel, mit der ein Maßzoll von 1700 Baht pro Klafter (engl. „fathom“) für britische Schiffe erhoben wurde, die in den Hafen von Bangkok einfuhren. Diese Klausel verbot auch den Export von Reis – sowohl von Roh-Reis („Paddy-Reis“, ungeschälter Reis) als auch von geschältem Reis („Natur-Reis“).[2]

## Inhalt des Vertrags
Das Abkommen erlaubte freien Handel von Ausländern in Bangkok und die Abschaffung der hohen königlichen Steuern auf den Außenhandel. Nachfolgend eine Zusammenfassung der Vertragsbedingungen:
1. Britische Angelegenheiten unterliegen der konsularischen Gerichtsbarkeit. Damit hat Siam zum ersten Mal Ausländern Exterritorialität gewährt.
2. Briten erhalten das Recht, frei in allen Häfen zu handeln und sich dauerhaft in Bangkok niederzulassen. Ihnen ist es erlaubt, Grundbesitz in der Umgebung von Bangkok zu erwerben; namentlich im Gebiet weiter als vier Meilen vor der Stadtmauer aber weniger als 24 Stunden von der Stadt entfernt (gemessen an der Geschwindigkeit einheimischer Boote). Briten ist es auch erlaubt, mit einem Pass des Konsuls frei im Landesinneren zu reisen.
3. Maßzölle werden abgeschafft und Import- sowie Exportzölle festgesetzt.
  1. Der Importzoll wird auf 3 Prozent für alle Artikel festgesetzt mit zwei Ausnahmen: Opium ist steuerfrei, aber es muss an Opiumfarmer verkauft werden und Gold- und Silberbarren (englisch bullion) sind steuerfrei.
  2. Beim Export werden Artikel nur einmal besteuert, egal ob die Steuer Inlandssteuer, Transitzoll oder Exportzoll heißt.
4. Britischen Händlern ist es erlaubt, direkt von Siamesen zu kaufen und an diese zu verkaufen ohne Einmischung von dritten Personen.
5. Die siamesische Regierung behält sich das Recht vor, den Export von Salz, Reis und Fisch zu verbieten, wenn diese als Mangelware betrachtet werden.[2]

## Rahmenbedingungen
Trotz der offiziellen Bezeichnung „Vertrag über Freundschaft und Handel zwischen Ihrer Majestät und den Königen von Siam“ („Treaty of Friendship and Commerce between Her Majesty and the Kings of Siam“) sprechen Kritiker von einem ungleichen Vertrag. Da Großbritannien seine militärische Macht während des Ersten Opiumkriegs in China bewiesen hatte, war Siam in einer schwachen Verhandlungsposition und hätte die Öffnung für den westlichen Handel kaum verhindern können.
Siams Ängste wurden durch die Tatsache bekräftigt, dass fünf Jahre zuvor Verhandlungen zwischen Sir James Brooke, dem weißen Raja von Sarawak und britischen Gesandten, sowie Siams König Nang Klao (Rama III.) gescheitert waren, was dazu führte, dass Brooke mit Großbritanniens Kanonenbootpolitik drohte.
Außerdem wurden die europäischen Expansionsbestrebungen in Südostasien von Siam schon lange als Bedrohung wahrgenommen, wodurch Siam genötigt war, einen Vertrag abzuschließen, der das Land in seiner fiskalischen und rechtlichen Autonomie zunehmend einschränkte.

## Auswirkungen
Das Abkommen hatte Einfluss auf bilaterale Abkommen mit anderen Ländern, welche sich an den Regeln des Bowring-Vertrages orientierten. Das Abkommen trug dazu bei, dass ausländische Mächte nicht in Siams interne Angelegenheiten eingriffen und ermöglichte es Siam, unabhängig zu bleiben.
Heute wird dem Bowring-Vertrag zugeschrieben, dass er zur ökonomischen Entwicklung Bangkoks geführt hat, da ein Rahmen geschaffen wurde, in dem ein freier multilateraler Handel in Südostasien ermöglicht wurde, der sich insbesondere zwischen China, Singapur und Siam entwickelte.